# 鈴木幸一 (講師)
鈴木 幸一（すずき こういち、1970年2月5日 - ）は、人形劇師、作曲家、芸術家、実業家として活動する日本のマルチクリエイター。実の弟・妹と3兄妹音楽バンド「一途」を結成してのユニット活動も行っている。クリエイターおよびバンドメンバーとしての活動時には、くまさんあるいはくまちゃんの名を用いる。

## 来歴
福井県出身。桃山学院大学社会学部社会福祉学科卒業。
営業マン、人形劇師、塾の講師を経験した後、2000年に福井へ帰郷。弟・妹と共同で株式会社ウォンツを創業し、同社が運営するパソコン教室ウォンツのメイン講師となる。また、自らが制作・出演した映像教材もリリースする。講師時代の愛称はくまひげ先生で、当時ケーブルテレビやスカイパーフェクTV!のチャンネルで放送されていた冠番組のタイトルにも使われている。
会社はその後、ECトータルサポート関連の事業に転換。それまで同社が行っていたパソコン教室事業と映像教材の制作・販売事業は、2012年にパートナー企業として設立された株式会社ウォンツ・ジャパンへ移管されている。鈴木は、同じくパートナー企業として設立されたジュエラ株式会社の取締役に就任している。

## 出演

### ビデオ
いずれもソーテック社から発売。
- 世界一やさしい超入門 DVDビデオでマスターするAutoCAD LT（2007年、ISBN 978-4-88166-549-7）
- 世界一やさしい超入門 DVDビデオでマスターするIllustrator（2007年、ISBN 978-4-88166-598-5）
- 世界一やさしい超入門 DVDビデオでマスターするWord 2007（2008年、ISBN 978-4-88166-566-4）
- 世界一やさしい超入門 DVDビデオでマスターするExcel 2007（2008年、ISBN 978-4-88166-567-1）
- 世界一やさしい超入門 DVDビデオでマスターするDreamweaver CS3（2008年、ISBN 978-4-88166-548-0）
- 世界一やさしい超入門 DVDビデオでマスターするHTML（2009年、ISBN 978-4-88166-688-3）
- 世界一やさしい超入門 DVDビデオでマスターするDreamweaver CS4（2009年、ISBN 978-4-88166-707-1）
- 世界一やさしい超入門 DVDビデオでマスターするDreamweaver CS5（2010年、ISBN 978-4-88166-769-9）

### テレビ番組
いずれも大人の趣味と生活向上◆アクトオンTVで放送。
- くまひげ先生のパソコン実用講座（2007年、全12回）
- くまひげ先生のパソコン趣味講座（2007年、全12回）